# Quintus Curtius Rufus
Quintus Curtius Rufus var en romersk historieskriver fra det 1. århundrede e.Kr.
Curtius var forfatter til et værk om Alexander den Stores historie, der formentlig blev udgivet i kejser Claudius’ regeringstid. På grund af overensstemmelser med Diodor antages hans hovedkilde at være den græske historieskriver Kleitarchos, men den romanagtige og retoriske fremstilling skyldes åbenbart Curtius selv, og totalopfattelsen af Alexander som lykkens begunstigede yndling, hvem den overordentlige medgang til sidst berøver al selvbesindelse, synes også at være Curtius' egen.
Værket bestod af 10 bøger, men de to første er gået tabt, og i de øvrige findes der en del lakuner.
Danske oversættelser af værket findes af Mogens Wingaard (de første fem bøger, 1704) og Anders Winding Brorson (1808).